# Sirio Blanco
Sirio Blanco Fernández (Santander, España, 10 de noviembre de 1909) es un exfutbolista español que se desempeñaba como centrocampista.

## Clubes
| Club        | País   | Año       |
| ----------- | ------ | --------- |
| Real Oviedo | España | 1931-1948 |